# Julius von Hennig

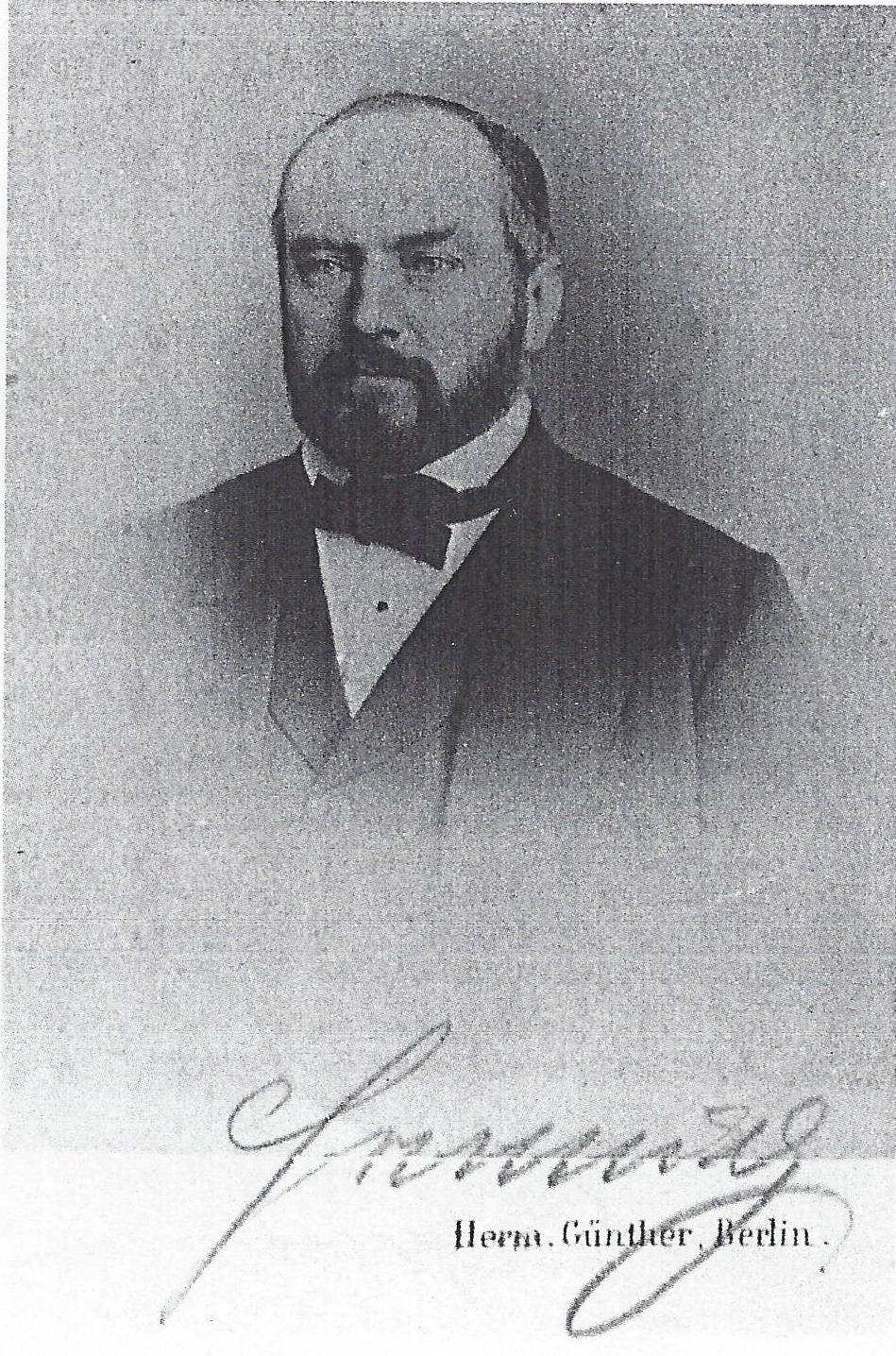
Julius von Hennig

Julius von Hennig (* 17. Januar 1822 in Marienwerder, Westpreußen; † 8. September 1877 in Berlin) war ein deutscher Politiker, Jurist und Rittergutsbesitzer. Vor und nach der Deutschen Reichsgründung war er Mitglied des Reichstags.

## Leben
Hennig besuchte das Gymnasium Marienwerder und das Blochmannsche Institut in Dresden. Er begann 1842 an der Rheinischen Friedrich-Wilhelms-Universität Bonn Rechtswissenschaft zu studieren und wurde im Corps Borussia Bonn aktiv.  Als Inaktiver wechselte er 1844 an die Friedrich-Wilhelms-Universität Berlin.
1846 übernahm er das Gut Planchott bei Briesen, das er 1863 verkaufte. 1859 wurde er Mitglied des Deutschen Nationalvereins. Er zog nach Berlin, wo er Stadtverordneter (1864) und unbesoldeter Stadtrat war. Von 1852 bis 1858 und von 1862 bis 1873 saß er im Preußischen Abgeordnetenhaus (Linke, DFP, NLP). Als Vorstandsmitglied der Nationalliberalen Partei kam er im Februar 1867 in den Reichstag (Norddeutscher Bund). Der Reichstagswahlkreis Regierungsbezirk Marienwerder 3 (Graudenz−Strasburg) schickte ihn bei der Reichstagswahl 1871 für die 1. Wahlperiode in den Reichstag (Deutsches Kaiserreich). Hennig starb mit 55 Jahren.